# Elektronička komponenta
Elektronička komponenta je elektronički element ili skup elektroničkih elemenata koji funkcionalno spojeni skupa tvore elektroničke uređaje. Ispravnije je govoriti o elektroničkoj komponenti kao skupu elektroničkih elemenata, najčešće integriranih u integrirani krug. Pod elektroničkim komponentama se smatraju logička vrata, operacijska pojačala, stabilizatori napona, bistabili, memorije itd.
Elektronički element osnovni je element od kojega su građeni elektronički uređaji. Često se elektronički element naziva i elektronička komponenta. Obično se dijele se na aktivne i pasivne.

## Aktivni elementi
- tranzistor
- elektronska cijev

Aktivni elementi se koriste za pojačanje snage signala pri čemu se troši snaga iz izvora za napajanje sklopa.

## Pasivni elementi
- otpornik
- kondenzator
- zavojnica

Pasivni elementi nemaju mogućnost pojačanja snage signala. To su elementi električnih mreža i krugova. Pasivni sklopovi su sastavljeni samo od pasivnih elemenata, pa im nije im potreban izvor napajanja (npr. pasivni filtri).

## Nelinearni pasivni elementi
- dioda
- tiristor
- dijak
- trijak

Iako ovi elementi ne zadovoljavaju definiciju aktivnih elementa, u elektronici se zbog više razloga proučavaju zajedno s aktivnim elementima.